# Migdolus fryanus
Migdolus fryanus é uma espécie de coleóptero da tribo Anoplodermatini (Anoplodermatinae). Com distribuição restrita à Argentina, Brasil e Paraguai.